# De smokkelaars van de Rode Zee
De smokkelaars van de Rode Zee is een stripverhaal en in de reeks Buck Danny. Het verhaal werd in 1952 gepubliceerd. Dit is het eerste verhaal dat zich afspeelt na het einde van de Tweede Wereldoorlog en voor het eerst is Buck Danny niet meer in dienst van het leger. Dit is het eerste verhaal in een drieluik dat zijn vervolg krijgt in het album De woestijnrovers. 

## Het verhaal
Na de oorlog wil Buck Danny weer als ingenieur aan het werk, echter is er een overaanbod op de arbeidsmarkt en vindt hij geen werk. Aangezien hij wel goed kan vliegen beslist hij om dan maar te solliciteren als piloot. Hij komt Jerry Tumbler tegen, die ook terug als piloot aan de slag wil, maar ook hier is er een overaanbod. Ze besluiten iets te gaan eten in een restaurant, waar toevallig Sonny Tuckson ook werkt. Ze krijgen een voorstel om voor een Arabische luchtvaartmaatschappij te werken en gaan op het voorstel in, maar na het tekenen van het contract blijkt dat ze op eigen kosten in Port Said moeten geraken. Sonny kent een bevriende piloot die hen als verstekelingen mee wil nemen. Ze worden wel nog ontdekt, maar ze geraken op het vliegtuig. Ze maken tussenstops om bij te tanken op kleine luchthavens om niet gearresteerd te worden. Eenmaal in Egypte behouden ze een jonge vrouw van een overval. Zij neemt hen mee naar Port Said waar ze zich bij Arabian Airways melden. Daar vertrekken ze met een zwaar beladen vliegtuig. Piloot Jake is dronken en Buck neemt de stuurknuppel over en zet het vliegtuig veilig aan de grond, al is er wel averij. De directeur van Arabian Airways, Bronstein, wil dat ze werken voor de opgelopen schade. Ze hebben al snel in de smiezen dat de zaken niet koosjer zijn en ze ontdekken een lading wapens. Ze worden echter door Bronstein betrapt die hen gevangen zet.